# هيدين أغيندا
هيدين أغيندا، هي لعبة فيديو من نوع الفيلم التفاعلي والجريمة، من تطوير سوبرماسيف غيمز، ومن دار نشر سوني إنتراكتيف إنترتنمنت، صدرت في الأسواق بتاريخ 24 أكتوبر 2017، وتعمل حصراً لنظام التشغيل بلاي ستيشن 4، تدعم اللعبة اللغة العربية.

## روابط خارجية
- هيدين أغيندا على موقع IMDb (الإنجليزية)